# Peter Fürst (Journalist, 1910)
Peter Fürst (* 4. Februar 1910 in Berlin; † 29. Dezember 1998 in San Francisco) war ein deutsch-amerikanischer Journalist und Schriftsteller jüdischer Herkunft. Er war der Sohn des Schriftstellers Artur Fürst.

## Leben
Peter Fürst begann seine journalistische Karriere als Sportreporter beim Berliner Tageblatt, wo er zum Redakteur mit eigener Kolumne aufstieg. Nach der Machtergreifung der Nationalsozialisten gelang ihm 1934 die Flucht über Prag, Madrid, Wien und Paris in die Dominikanische Republik. Während seines siebenjährigen Aufenthalts in der Dominikanischen Republik arbeitete er als Plantagenarbeiter und Reisaufkäufer für ein schottisches Unternehmen. 1946 übersiedelte Peter Fürst in die USA, wo er sich in San Francisco dauerhaft niederließ und unter anderem als Kommentator für Voice of America arbeitete.
Die autobiografischen Romane Schnitzeljagd Berlin-New York und Der Zigarrentöter beschreiben Fürsts Lebensweg von der journalistischen Arbeit im Berlin der 1920er Jahre, über die Flucht aus dem nationalsozialistischen Deutschland, seinen Aufenthalt in der Dominikanischen Republik bis hin zu seinem Leben und Wirken in den USA der Nachkriegszeit. Charakteristisch für Fürsts Schreibstil ist die oft humorvolle und selbstironische Darstellung seiner Erlebnisse als Flüchtling und Exilant.
1995 reiste Peter Fürst noch einmal in seine Heimatstadt Berlin, wo ihm die Freie Universität Berlin für seine Verdienste und sein Lebenswerk die Ehrendoktorwürde verlieh.

## Zitate
- „Viele Flüchtlinge im Zweiten Weltkrieg haben ihre Geschichten von Glück und Unglück zu erzählen, aber nicht viele haben Peter Fürsts Sinn für Stil und Ironie. Er verwandelt das Hin und Her des Krieges in eine pikareske Unterhaltung ersten Ranges.“ (Norman Mailer im Nachwort der ersten Ausgabe von Schnitzeljagd)

## Schriften
- Der Zigarrentöter. Don Quixote im Exil. Carl Hanser, München / Wien 1994, ISBN 3-446-17865-1.
- Schnitzeljagd Berlin-New York. Carl Hanser, München / Wien 1998, ISBN 3-446-19105-4.